# Abadia de Bouro
A  Abadia de Bouro, ou  Real Mosteiro de Santa Maria de Bouro  (o seu nome oficial no seio da Congregação de Alcobaça, à qual pertencia), situa-se no Município de Amares. Pertencia à Ordem de Cister. A história deste povoado e do seu santuário é quase a mesma que a história do Convento de Bouro.
Conta a lenda, que por ocasião das guerras com os árabes, os religiosos do mosteiro de Bouro se retiraram dali, ficando apenas na capela de São Miguel de Abadia um eremita de habito negro, a quem veio depois juntar-se Pelaio Amado, fidalgo da corte do conde D. Henrique, que procurava a solidão, por lhe ter morrido sua mulher. Certa noite, segundo conta a lenda, viram os dois cenobitas na garganta da serra uma luz misteriosa e viva, e para ai se dirigiram muito curiosos.
Encontraram então no sítio uma imagem da Virgem, numa escultura feita em pedra, e desde logo pensaram na construção de uma capela. Juntaram-se-lhe depois outros eremitas, e assim se começou o mosteiro, que D. Afonso I engrandeceu, concedendo-lhe muitas rendas e o senhorio do couto de Bouro, em 1148. A profissão dos eremitas realizou-se em 1159, mas alguns anos mais tarde, sendo muito desabrigado e áspero o local da Abadia, resolveram aproximar-se mais da margem do rio Cavado e sobre ela fundaram o actual mosteiro, para onde transferiram a imagem; mas a Virgem teimava sempre em fugir para a Abadia, realizando-se o milagre, diz a lenda, da Senhora, por mais diligências dos frades, desaparecer do mosteiro, e reaparecer na Abadia. Foi esta a origem do mosteiro de Bouro e do Santuário.